# Tangry
Tangry é uma comuna francesa na região administrativa de Altos da França, no departamento de Pas-de-Calais. Estende-se por uma área de 4,84 km². Em 2010 a comuna tinha 265 habitantes (densidade: 54,8 hab./km²).